# رتیل آذینی شبح
رتیل آذینی شبح (نام علمی: Poecilotheria vittata) نام یک گونه از سرده عنکبوت‌های ببری است.